# فیت (آیووا)
فیت (به انگلیسی: Fayette) شهری در ایالت آیووا کشور ایالات متحده آمریکا است که جمعیت آن در سرشماری سال ۲۰۱۰ میلادی، ۱٬۳۳۸ نفر بوده‌است.